# Jamal Shead
Pour les articles homonymes, voir Jamal.
Jamal Daniel Shead, né le  24 juillet 2002 à Austin au Texas, est un joueur américain de basket-ball évoluant au poste de meneur et mesurant 1,83 m.

## Biographie

### Carrière universitaire
Entre 2020 et 2024, il joue pour les Cougars de Houston à l'université de Houston.

### Carrière professionnelle

#### Raptors de Toronto (depuis 2024)
Le 27 juin 2024, il est sélectionné à la 45e position de la draft 2024 de la NBA par les Kings de Sacramento.
Le lendemain, il est transféré aux Raptors de Toronto avec Davion Mitchell, Sasha Vezenkov et un second tour de draft 2025 en échange de Jalen McDaniels.
Le 4 juillet 2024, il signe un contrat avec les Raptors.

## Palmarès et distinctions personnelles

### Universitaires
- Consensus Tirst-Team All-American (2024)
- Naismith Defensive Player of the Year (2024)
- NABC Defensive Player of the Year (2024)
- Big 12 Player of the Year (2024)
- First-team All-Big 12 (2024)
- Big 12 Defensive Player of the Year (2024)
- Big 12 All-Defensive Team (2024)
- Second-team All-AAC (2023)
- Third-team All-AAC (2022)
- AAC Defensive Player of the Year (2023)

## Statistiques

### Universitaires
| Saison    | Équipe   | Matchs | Titul. | Min./m | % Tir | % 3pts | % LF | Rbds/m. | Pass/m. | Int/m. | Ctr/m. | Pts/m. |
| --------- | -------- | ------ | ------ | ------ | ----- | ------ | ---- | ------- | ------- | ------ | ------ | ------ |
| 2020-2021 | Houston  | 26     | 2      | 9,8    | 45,5  | 12,5   | 75,0 | 1,08    | 1,50    | 0,81   | 0,19   | 3,27   |
| 2021-2022 | Houston  | 38     | 32     | 30,8   | 40,5  | 29,8   | 80,2 | 3,00    | 5,84    | 1,63   | 0,24   | 10,03  |
| 2022-2023 | Houston  | 37     | 36     | 32,5   | 41,5  | 31,0   | 73,2 | 3,00    | 5,41    | 1,70   | 0,22   | 10,51  |
| 2023-2024 | Houston  | 37     | 37     | 31,1   | 40,9  | 30,9   | 77,9 | 3,70    | 6,30    | 2,16   | 0,46   | 12,92  |
| Carrière  | Carrière | 138    | 107    | 27,4   | 41,2  | 29,6   | 77,2 | 2,83    | 5,03    | 1,64   | 0,28   | 9,66   |